# Geversita
La geversita és un mineral de la classe dels sulfurs que pertany al grup de la pirita. Rep el nom en honor de Traugott Wilhelm Gevers (23 d'abril de 1900, Nova Hannover, Natal (actual Sud-àfrica) - 1991), geòleg que va treballar a Namíbia per a l'Estudi Geològic de Sud-àfrica i posteriorment professor de la Universitat Witwatersrand.

## Característiques
La geversita és un sulfur de fórmula química PtSb₂. Es tracta d'una espècie aprovada per l'Associació Mineralògica Internacional, i publicada per primera vegada el 1961. Cristal·litza en el sistema isomètric. La seva duresa a l'escala de Mohs es troba entre 4,5 i 5.
Segons la classificació de Nickel-Strunz, la geversita pertany a «02.EA: Sulfurs metàl·lics, M:S = 1:2, amb Fe, Co, Ni, PGE, etc.» juntament amb els següents minerals: aurostibita, bambollaïta, cattierita, erlichmanita, fukuchilita, hauerita, insizwaïta, krutaïta, laurita, penroseïta, pirita, sperrylita, trogtalita, vaesita, villamaninita, dzharkenita, gaotaiïta, al·loclasita, costibita, ferroselita, frohbergita, glaucodot, kullerudita, marcassita, mattagamita, paracostibita, pararammelsbergita, oenita, anduoïta, clinosafflorita, löllingita, nisbita, omeiïta, paxita, rammelsbergita, safflorita, seinäjokita, arsenopirita, gudmundita, osarsita, ruarsita, cobaltita, gersdorffita, hol·lingworthita, irarsita, jol·liffeïta, krutovita, maslovita, michenerita, padmaïta, platarsita, testibiopal·ladita, tolovkita, ullmannita, wil·lyamita, changchengita, mayingita, hollingsworthita, kalungaïta, milotaïta, urvantsevita i reniïta.
L'exemplar que va servir per a determinar l'espècie, el que es coneix com a material tipus, es troba conservat al: national school of mines, paris, france.

## Formació i jaciments
Va ser descoberta a la mina Driekop, a la localitat de Burgersfort (Limpopo, Sud-àfrica). Tot i tractar-se d'una espècie no gaire habitual ha estat descrita en tots els continents del planeta a excepció de l'Antàrtida.